# Trelleborgs bibliotek
Trelleborgs bibliotek är ett bibliotek i Trelleborgs kommun. Biblioteket består av huvudbiblioteket, som ligger vid Stortorget inne i Trelleborg, samt en filial i Anderslöv och en bokbuss. Bokbussen kör olika turer olika dagar och stannar på många hållplatser runtom i kommunen.

## Historia
Trelleborgs bibliotek har sina rötter i Trelleborgs Arbetarebibliotek som i september 1902 öppnade utlåning för allmänheten. Då fanns det 141 band tillgängliga att låna. 1916 beslutade arbetarekommunen att överlämna biblioteket till Arbetarnas bildningsförbund (ABF). Motivet var att biblioteket på så sätt skulle kunna få statsbidrag. Verksamheten växte och 1934 begärde ABF att staden skulle ta över. Biblioteket var då beläget på nedersta våningen i den gamla lasarettsbyggnaden, Skyttsgården, tillsammans med Trelleborgs stadsmuseum. I detta år hade biblioteket 8 500 band och utlåningen var 31 738 band. 1949 klagade biblioteksnämndens ordförande över att biblioteket var trångt. Samma år lånade man ut 95 000 band och hade ett bokbestånd på lite över 24 000 böcker. 1970 flyttade yrkesskolan ut från Skyttsgården och både biblioteket och museet fick större utrymme. Slutligen fick biblioteket 1984 sin egen plats vid Stortorget, där det har varit sedan dess.

## Galleri

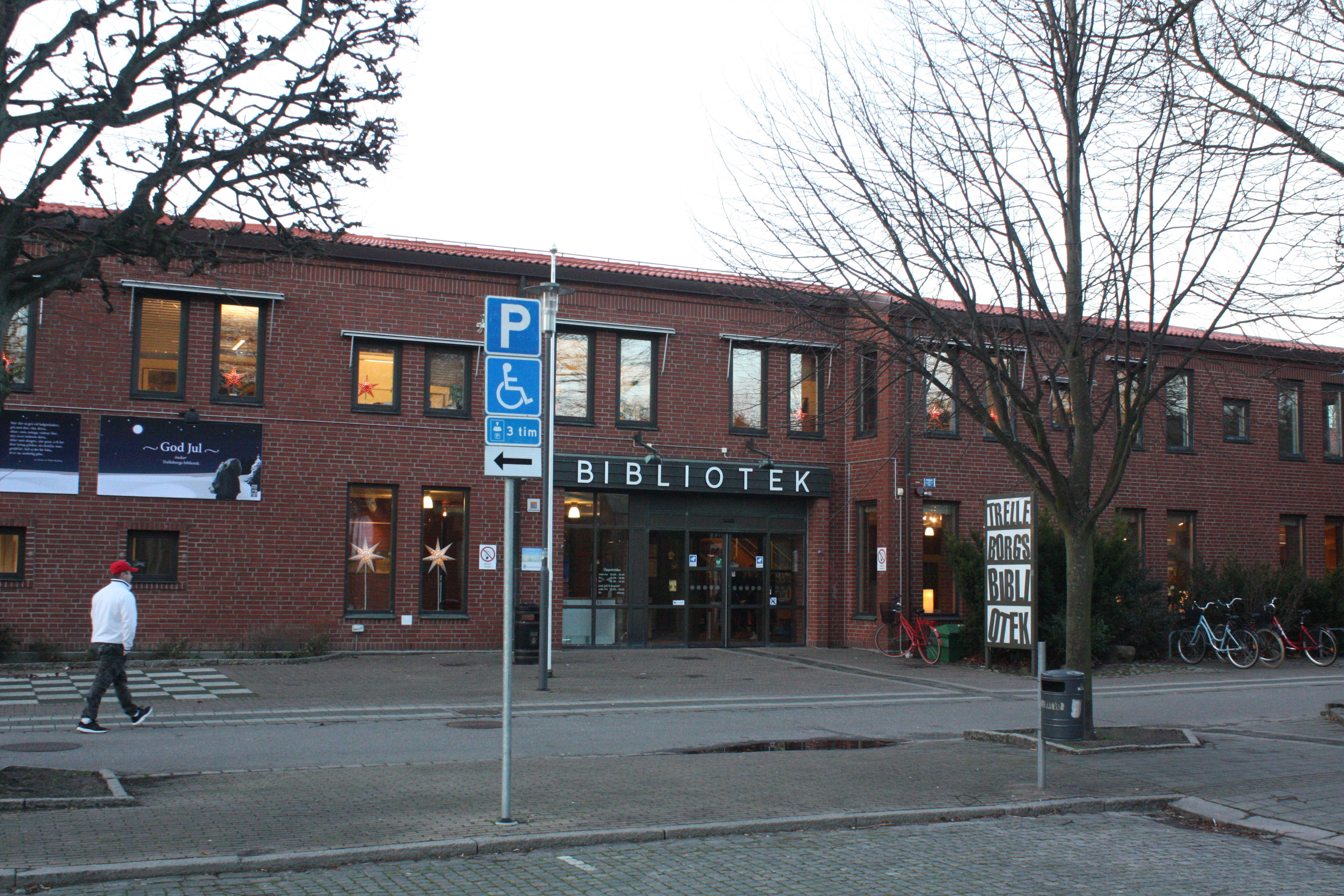
Huvudbiblioteket i Trelleborg
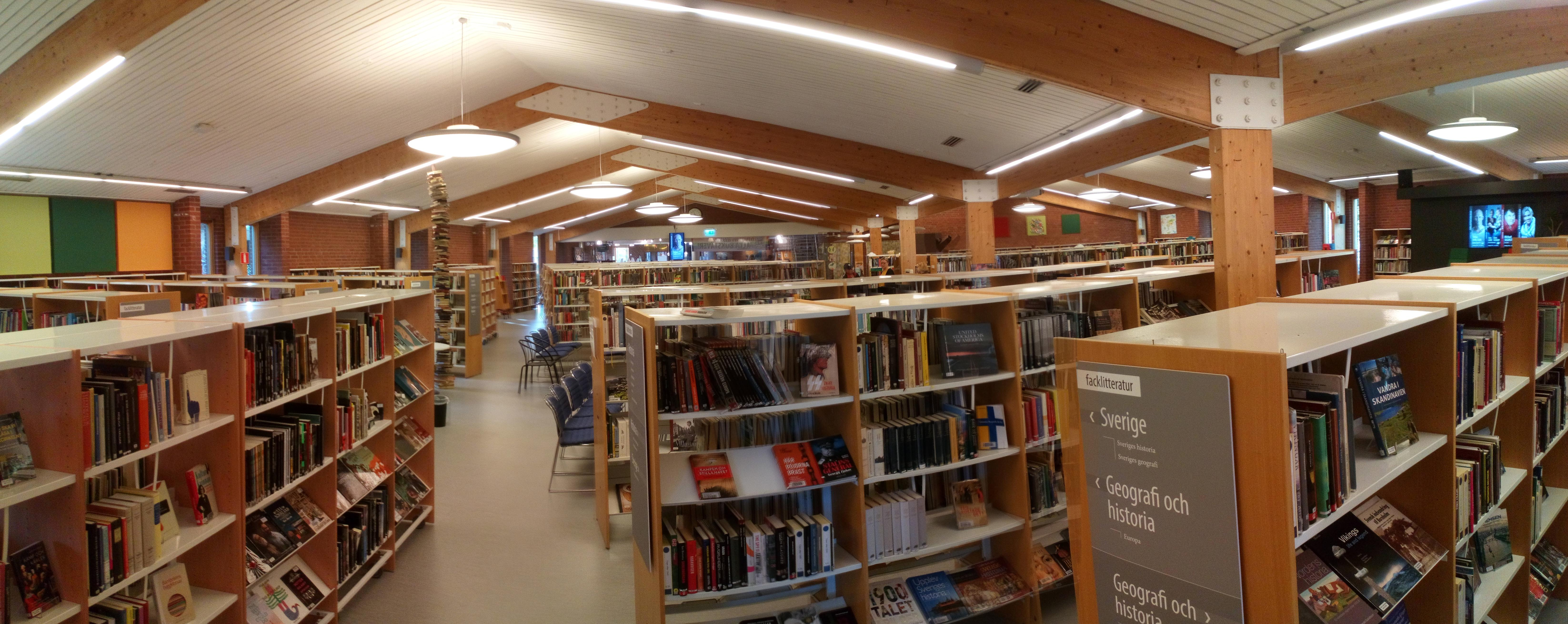
Trelleborgs bibliotek
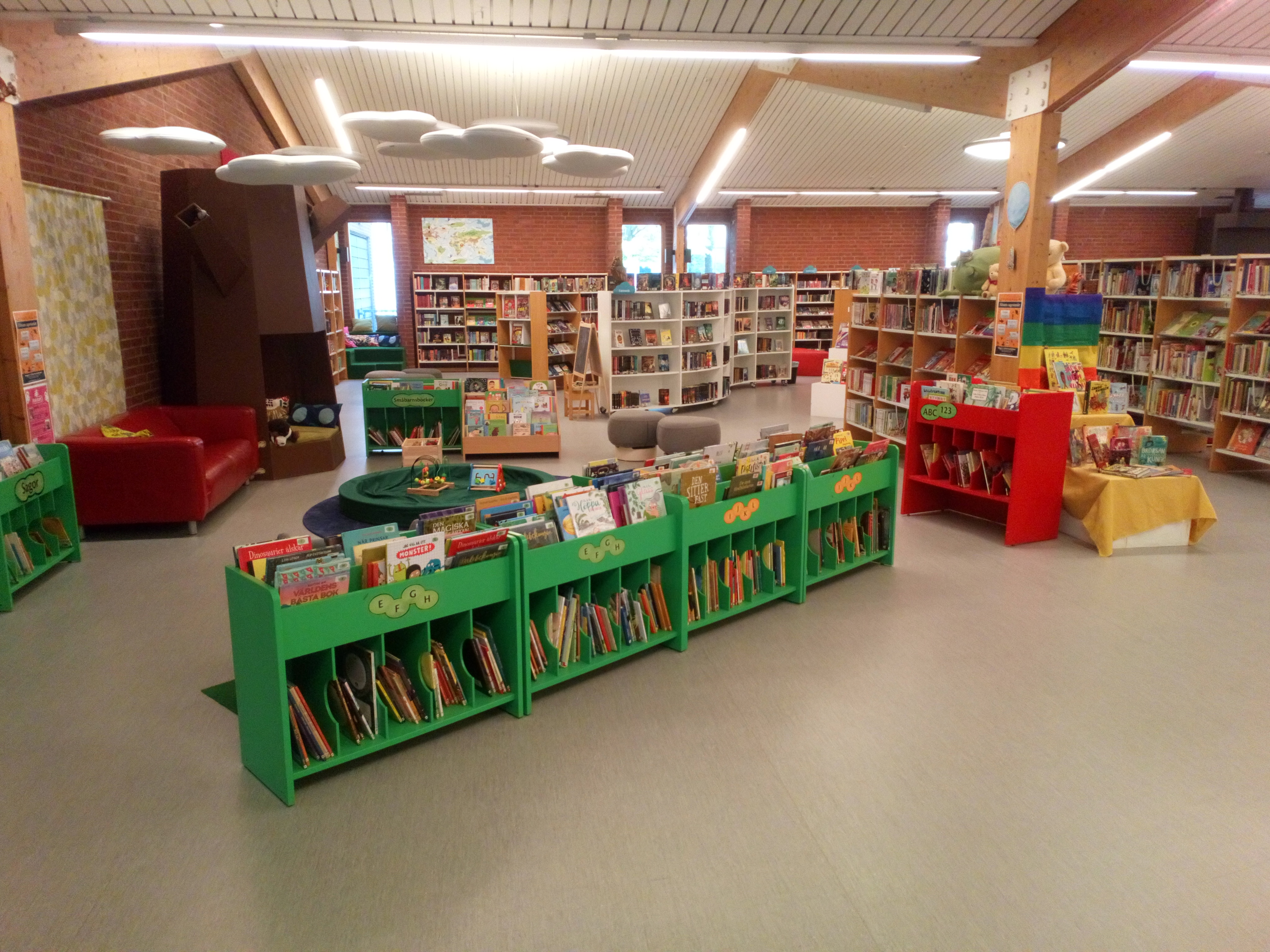
Barnavdelning
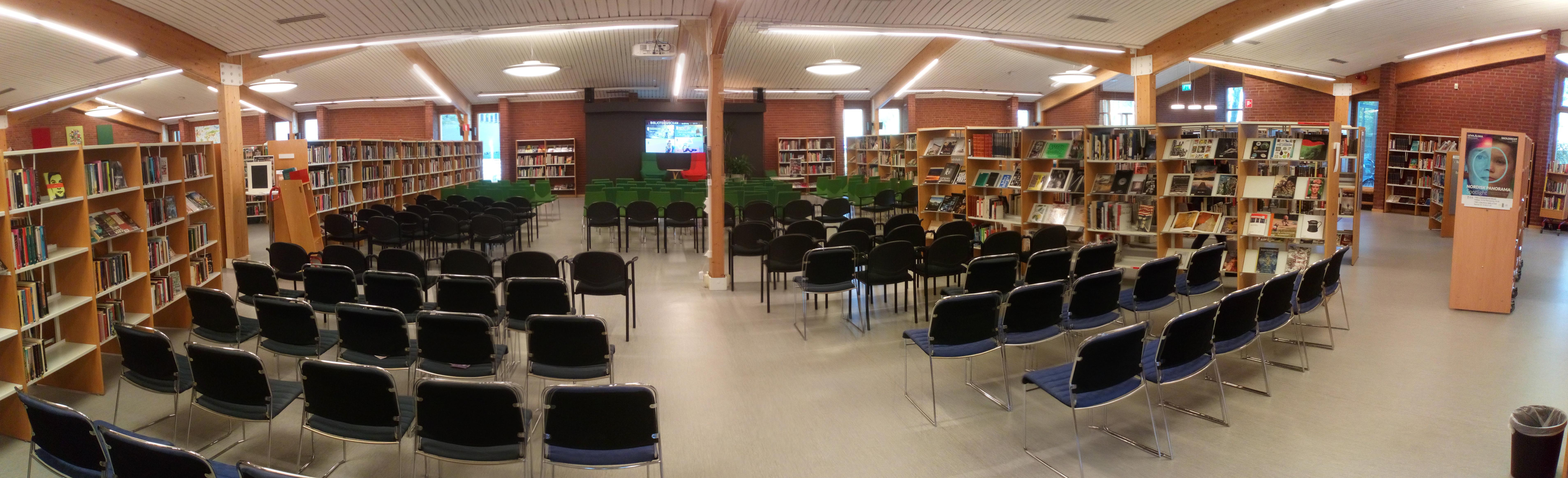
Trelleborgs bibliotek
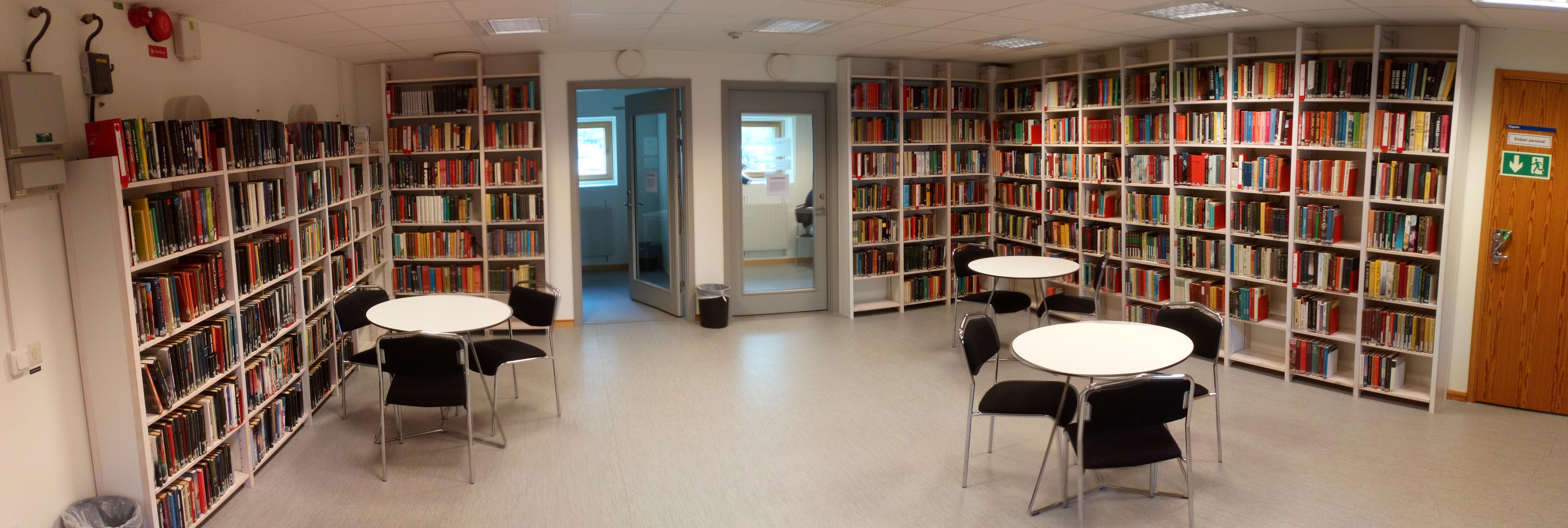
Trelleborgs bibliotek